# La Mariée
La Mariée (francès per La núvia) és una pintura a l'oli sobre tela, 68 × 53 cm, creada el 1950 per l'artista franco-rus Marc Chagall. Actualment forma part d'una col·lecció privada al Japó.

## Descripció
Les pintures de Chagall sovint compten amb dones joves o parelles, però a 'La Mariée l'atenció se centra en una jove solitària amb un vestit vermell i un ram de flors. Es considera una oda a l'amor jove, on la dona es presenta a l'espectador d'una manera audaç i visible, com si l'espectador fos el que anés a casar-se amb ella.

### Colors
La segona peculiaritat de La Mariée en comparació amb la majoria de les altres pintures de Chagall és l'elecció dels colors. La dona jove està vestida amb un vestit de color vermell viu, amb un vel blanc virginal que li cobreix el cap, mentre que el fons és una barreja de blau clar i gris. Aquest efecte permet que la imatge de la dona tingui molta més visibilitat i sembli salta de la tela i cridar molt més l'atenció. És evident que Chagall ha intentat posar en relleu la dona, com és tradició en cada matrimoni.

## Cultura popular
En la pel·lícula Notting Hill (1999), Anna Scott, personatge interpretat per Julia Roberts veu un pòster de La Mariée a casa del personatge de Hugh Grant, William Thacker. Més avant, Anna dona a William el que presumptament és l'original.
Segons una entrevista del director Roger Michell en el magazine Entertainment Weekly, l'obra va ser triada perquè el guionista Richard Curtis era un fan de l'obra de Chagall, i perquè La Mariée «representa un anhel d'alguna cosa que s'ha perdut». Els productors van adquirir una reproducció de l'obra feta expressament per al seu ús en la pel·lícula, i primer van haver d'aconseguir el permís dels propietaris de la pintura. Finalment, segons el productor Duncan Kenworthy, van acordar destruir l'obra que apareix en la pel·lícula, ja que la còpia era massa bona i podia acabar arribant al mercat de l'art i crear problemes".